# Dioscorea berenicea
Dioscorea berenicea är en enhjärtbladig växtart som beskrevs av Mcvaugh. Dioscorea berenicea ingår i släktet Dioscorea och familjen Dioscoreaceae. Inga underarter finns listade i Catalogue of Life.